# Класкотерон
Класкотерон, що продається під торговою маркою Winlevi – це препарат, який використовується для лікування акне у дорослих пацієнтів та дітей віком від 12 років.  Препарат випускається у формі крему, та наноситься на уражену ділянку шкіри.
До поширених побічних ефектів належать місцеві реакції у вигляді еритеми (почервоніння), свербежу, сухості шкіри та локалізованого набряку. Іншим побічним ефектом може бути гіперкаліємія (високий рівень калію у крові). Даних щодо безпеки застосування під час вагітності немає. Класкотерон належить до інгібіторів андрогенних рецепторів. При зовнішньому застосуванні практично не абсорбується у системний кровотік.
Класкотерон був схвалений для застосування у медичній практиці у Сполучених Штатах в 2020 році. Натомість, станом на 2022 рік він не був затверджений ні у Великій Британії, ні у Європі. У Сполучених Штатах, станом на 2022 рік, 60-грамова туба коштує близько 480 доларів США.